# Escopetarra
En escopetarra er en guitar, som er fremstillet på basis af en modificeret riffel, og som er tænkt som et fredssymbol. Navnet er et portmanteau af de spanske ord escopeta (skydevåben/riffel) og guitarra (guitar).
Escopetarraer blev opfundet af den colombianske fredsaktivist César López i 2003 ved en sammenkomst efter bombesprængningen i El Nogal Club i Bogotá i 2003, efter at han opdagede en soldat, der holdt et gevær på samme måde som en guitar. Den første escopetarra i 2003 blev lavet af en Winchester riffel og en Stratocaster elektrisk guitar.
Han fremstillede oprindelig fem escopetarraer, hvoraf de fire blev givet til den colombianske  musiker Juanes, den argentinske musiker Fito Páez, de Forenede Nationers udviklingsprogram og bystyret i Bogotá, mens han selv beholdt den sidste. Juanes solgte senere sit eksemplar for US$ 17.000 ved en indsamling i Beverly Hills til fordel for ofre for anti-personnel miner. De Forenede Nationers escopetarra udstilledes i juni 2006 i forbindelse med organisationens nedrustningskonference.
I 2006 modtog López yderligere 12 aflagte AK-47 maskingeværer fra Colombias kontor for fredsbevarelse. Når de er omdannet til guitarer, er det hans plan at give dem til fremtrædende musikere som Shakira, Carlos Santana og Paul McCartney, foruden til politiske skikkelser som f.eks. Dalai Lama. Et medlem af Dalai Lamas stab afslog dog López' tilbud med en bemærkning om det upassende i at give et våben som gave, hvorefter López har meddelt, at han vil prøve at udtrykke sit formål tydeligere.